# Hugh J. Jewett
Hugh Judge Jewett, född 1 juli 1817 i Harford County i Maryland, död 6 mars 1898 i Augusta i Georgia, var en amerikansk demokratisk politiker och affärsman. Han var ledamot av USA:s representanthus 1873–1874 och verkställande direktör för Erie Railroad 1874–1884.
Jewett var demokraternas kandidat i guvernörsvalet i Ohio 1861. Han förlorade mot David Tod.
Kongressledamot Philadelph Van Trump bestämde sig för att inte kandidera till omval i kongressvalet 1872. Jewett vann valet och efterträdde följande år Van Trump som kongressledamot. Han avgick 1874 för att bli chef för järnvägsbolaget Erie Railroad. Under Jewetts ledning övergick Erie Railroad år 1880 till normalspår.
Jewetts grav finns på Woodlawn Cemetery i Zanesville i Ohio.